# Håkanglo
Håkanglo är en halvö i Åland (Finland). Den ligger i den östra delen av landskapet, 60 km nordost om huvudstaden Mariehamn.